# Cantonul Vézins-de-Lévézou
Cantonul Vézins-de-Lévézou este un canton din arondismentul Millau, departamentul Aveyron, regiunea Midi-Pyrénées, Franța.

## Comune
- Saint-Laurent-de-Lévézou
- Saint-Léons
- Ségur
- Vézins-de-Lévézou (reședință)